# Dunungen (film, 1941)
Dunungen är en svensk dramafilm från 1941 regisserad av Weyler Hildebrand baserad på pjäsen och novellen med samma namn.

## Handling
Borgmästarens son i Filipstad, Mauritz Fristedt, har blivit innerligt förälskad i bagarens dotter Dunungen. Men borgmästarparet tycker det är en fruktansvärd nedklassning att gifta sig med en bagaredotter. Mauritz driver emellertid igenom förlovningen och redan följande dag tar han Dunungen med sig till sin onkel Theodor, som är rik som ett troll och säkert hjälper honom på något sätt till en anställning. Mauritz nonchalerar nu sin trolovade och umgås med andra flickor, och Dunungen känner sig mer och mer försummad. 

## Om filmen
Filmen premiärvisades 26 december 1941. Som förlaga har man Selma Lagerlöfs novell Dunungen som ingick i samlingen Osynliga länkar från 1894. Novellen filmades en gång tidigare som stumfilm 1919 i regi av Ivan Hedqvist som också spelade onkel Theodor, se Dunungen. Julius Jaenzon var fotograf för både 1919 års och 1941 års inspelningar. Han hade själv räknat ut att den nya Dunungen var hans 115:e film som fotograf.
Filmen spelades in på Nääs säteri i Bärbo socken.

## Kritik
Filmkritikerna ansåg att filmen var vackert fotograferad men att Adolf Jahr var helt fel val i rollen som onkeln och att Hildebrand misslyckats med filmatiseringen:
Gång efter annan önskar man att Dunungen även denna gång varit stumfilm, så att man sluppit att få stämningen förstörd genom plattityderna i situationer och dialog. Bortsett från det vackra utanverket saknar filmen nämligen den kultur och stilkänsla, den inlevelse i Selma Lagerlöfs underfundiga värld, den air som skulle givit den dess plats i raden av svenska filmverk, inspirerade av vår stora värmlandsberätterska.
Signaturen Lill i Svenska Dagbladet, 27 december 1941

## Rollista i urval
- Karin Nordgren – Anne-Marie Ehinger, kallad Dunungen
- Adolf Jahr – Theodor Fristedt, brukspatron, kallad onkel Theodor
- Hilda Borgström – bergsrådinnan Gunilla Fristedt, Theodors mor
- George Fant – Mauritz Fristedt, Anne-Maries fästman, onkel Theodors brorson
- Gaby Stenberg – Elisabeth Westling
- Viran Rydkvist – Frida, Theodors hushållerska
- John Ericsson – Karl-Otto, Theodors kusk
- Wiktor "Kulörten" Andersson – Wilhelmsson, Thedors trädgårdsmästare
- Åke Claesson – förvaltare Borgström
- Eric Gustafson – sekter Kolmodin
- Yngwe Nyquist – borgmästare Fristedt, Mauritz far
- Millan Bolander – borgmästarinnan Fristedt, Mauritz mor
- Olle Hilding – bagarmästare Ehinger, Anne-Maries far
- Stina Ståhle – fru Ehinger, Anne-Maries mor
- Artur Rolén – Nyberg, Theodors inspektor
- Magnus Kesster – Johan
- David Erikson – poliskonstapel Liljesson
- Ingrid Luterkort – onkel Theodors piga vid höbärgningen

## Musik i filmen
- Menuett, kompositör Wilhelm Peterson-Berger, instrumental.
- Akvareller. Nr 2, Humoresk, kompositör Tor Aulin, instrumental.
- Romans (I rosens doft, i blomsterlundens gömma), kompositör Prins Gustaf, text Herman Sätherberg
- Solöga (Sommarcroquiser, op. 11, nr 3), kompositör William Seymer, instrumental.
- Jägerlied, kompositör Felix Mendelssohn-Bartholdy, instrumental.
- Gavott, kompositör Wilhelm Peterson-Berger, instrumental.
- Svensk sommar, kompositör Nils-Gustaf Holmquist, instrumental.
- Vals (Peterson-Berger), kompositör Wilhelm Peterson-Berger, instrumental.
- Loreley-Rheinklänge, op. 154, kompositör Johann Strauss d.ä.
- Neutralitetspolka, instrumental.
- Fordom i nattliga stunder, kompositör och text Gunnar Wennerberg
- Darrande ton (God natt, god natt, må goda änglar fara), kompositör och text Gunnar Wennerberg
- Waldemarsskatten, kompositör Andreas Hallén, text Axel Klinckowström, instrumental.
- Som stjärnan uppå himmelen, instrumental.
- Kvintett, violin (2), viola, violoncell (2), G. 275, E-dur. Menuett (Boccherinis menuett), kompositör Luigi Boccherini, instrumental.
- Non più andrai. Ur Le nozze di Figaro (Säg farväl, lilla fjäril. Ur Figaros bröllop, kompositör Wolfgang Amadeus Mozart, italiensk text 1786 Lorenzo Da Ponte svensk text 1821 Bernhard Crusell, instrumental, Hilda Borgström (piano).